# Ungenach
Ungenach – gmina w Austrii, w kraju związkowym Górna Austria, w powiecie Vöcklabruck. 1 stycznia 2015 liczyła 1443 mieszkańców.

## Współpraca
Miejscowość partnerska:
- Bischofsmais, Niemcy